# 1548

## Události
- 20. ledna zřídil Ferdinand I. svým reskriptem radu nad apelacemi známou také jako apelační soud.
- v Lisabonském přístavu byly vyloženy první „sladké“ pomeranče, přivezené z jižní Číny
- z východní Indie poprvé dovezena majoránka

### Probíhající události
- 1545–1563 – Tridentský koncil

## Narození
- 5. ledna – Francisco Suárez, španělský teolog, jezuita a filozof, zakladatel druhé (španělské) scholastiky († 1617)
- květen – Karel van Mander, holandský malíř († 2. září 1606)
- 8. května – Giacomo Boncompagni, nelegitimní syn papeže Řehoře XIII. († 18. srpna 1612)
- ? – Giordano Bruno, italský astronom a filozof († 17. února 1600)
- ? – Giulio Cesare Polerio, italský šachový mistr († 1612)
- ? – Tomás Luis de Victoria, španělský hudební skladatel († 27. srpna 1611)
- ? – Bianca Cappello, toskánská velkovévodkyně († 17. října 1587)
- ? – Simon Stevin, vlámský matematik, fyzik a inženýr († 1620)
- ? – Kateřina Klévská, vévodkyně de Guise († 11. května 1633)

## Úmrtí
Česko
- 2. srpna – Jindřich II. Minsterberský, minsterberský, olešnický a bernštatský kníže z minsterberské větve pánů z Poděbrad (* 1507)
- 8. září – Jan IV. z Pernštejna, kladský hrabě, moravský zemský hejtman, vůdce české stavovské nekatolické opozice (* 14. listopadu 1487)

Svět
- 1. dubna – Zikmund I. Starý, polský král a litevský velkokníže (* 1467)
- 3. června – Juan de Zumárraga, první mexický biskup (* 1468)
- 18. června – Pascual de Andagoya, španělský mořeplavec (* 1495)
- 6. června – João de Castro, portugalský důstojník, mořeplavec a hydrolog (* 1500)
- 2. srpna – Jindřich II. Minsterberský, šlechtic z minsterberské větve pánů z Poděbrad (* 29. března 1507)
- 5. září – Kateřina Parrová, šestá žena Jindřicha VIII. (* 1512)
- ? – Üveys Paša, osmanský princ a syn sultána Selima I. (* 1512)

## Hlavy států
- České království – Ferdinand I.
- Svatá říše římská – Karel V.
- Papež – Pavel III.
- Anglické království – Eduard VI.
- Francouzské království – Jindřich II.
- Polské království – Zikmund I. Starý – Zikmund II. August
- Uherské království – Ferdinand I.
- Španělské království – Karel V.
- Burgundské vévodství – Karel V.
- Osmanská říše – Sulejman I.
- Perská říše – Tahmásp I.